# Lettország a 2017. évi téli universiadén
Lettország a kazahsztáni Almatiban megrendezett 2017. évi téli universiade egyik részt vevő nemzete volt.

## Érmesek
| Érem  | Versenyző          | Sportág  | Versenyszám |
| ----- | ------------------ | -------- | ----------- |
| Arany | Kristaps Zvejnieks | Alpesisí | Összetett   |

## Alpesisí
| Versenyző          | Versenyszám            | 1. futam | 1. futam | 2. futam | 2. futam | Összesítés | Összesítés |
| Versenyző          | Versenyszám            | Idő      | Hely.    | Idő      | Hely.    | Idő        | Helyezés   |
| ------------------ | ---------------------- | -------- | -------- | -------- | -------- | ---------- | ---------- |
| Kristaps Zvejnieks | Műlesiklás             | 56,97    | 4.       | 59,79    | 8.       | 1:56,76    | 5.         |
| Kristaps Zvejnieks | Óriás-műlesiklás       | 1:06,99  | 8.       | 1:08,11  | 3.       | 2:15,10    | 8.         |
| Kristaps Zvejnieks | Szuperóriás-műlesiklás |          |          |          |          | 1:05,23    | 14.        |
| Miks Zvejnieks     | Műlesiklás             | 53,82    | 41.      | 57,47    | 36.      | 1:51,29    | 37.        |
| Miks Zvejnieks     | Óriás-műlesiklás       | 1:28,29  | 71.      | 1:30,33  | 61.      | 2:58,62    | 62.        |

| Versenyző          | Versenyszám | Szuperóriás- műlesiklás | Szuperóriás- műlesiklás | Műlesiklás | Műlesiklás | Összesítés | Összesítés |
| Versenyző          | Versenyszám | Idő                     | Hely.                   | Idő        | Hely.      | Idő        | Helyezés   |
| ------------------ | ----------- | ----------------------- | ----------------------- | ---------- | ---------- | ---------- | ---------- |
| Kristaps Zvejnieks | Összetett   | 1:07,39                 | 1.                      | 54.81      | 2.         | 2:02,20    |            |

Versenyzők adatai:
| Név                | Születési idő     | Kora  | Egyesület   | Felsőoktatási tanintézet                 |
| Kristaps Zvejnieks | 1992. február 15. | 25 év | SK Virsotne | Latvian Academy of Sport Education       |
| Miks Zvejnieks     | 1995. március 8.  | 22 év | SK Virsotne | School of Business Administration Turiba |

## Rövidpályás gyorskorcsolya
| Versenyző      | Versenyszám | Előfutam | Előfutam | Negyeddöntő | Negyeddöntő | Elődöntő | Elődöntő | B döntő | B döntő | Döntő   | Döntő   | Helyezés |
| Versenyző      | Versenyszám | Idő      | Hely.    | Idő         | Hely.       | Idő      | Hely.    | Idő     | Hely.   | Idő     | Hely.   | Helyezés |
| -------------- | ----------- | -------- | -------- | ----------- | ----------- | -------- | -------- | ------- | ------- | ------- | ------- | -------- |
| Endijs Vīgants | 500 m       | 44,681   | 4.       | kiesett     | kiesett     | kiesett  | kiesett  | kiesett | kiesett | kiesett | kiesett | 24.      |
| Endijs Vīgants | 1000 m      | 1:31,192 | 3.       | kiesett     | kiesett     | kiesett  | kiesett  | kiesett | kiesett | kiesett | kiesett | 19.      |
| Endijs Vīgants | 1500 m      | 2:26,362 | 4.       |             |             | kiesett  | kiesett  | kiesett | kiesett | kiesett | kiesett | 20.      |

Versenyző adatai:
| Név            | Születési idő      | Kora  | Egyesület | Felsőoktatási tanintézet           |
| Endijs Vīgants | 1996. november 28. | 20 év |           | Latvian Academy of Sport Education |

## Jégkorong
Férfi
| Lett férfi jégkorongcsapat-játékoskeret | Lett férfi jégkorongcsapat-játékoskeret | Lett férfi jégkorongcsapat-játékoskeret | Lett férfi jégkorongcsapat-játékoskeret | Lett férfi jégkorongcsapat-játékoskeret | Lett férfi jégkorongcsapat-játékoskeret | Lett férfi jégkorongcsapat-játékoskeret | Lett férfi jégkorongcsapat-játékoskeret                            |
| #                                       | Név                                     | Poszt*                                  | Magasság                                | Súly                                    | Kor**                                   | Klub                                    | Felsőoktatási tanintézet                                           |
| --------------------------------------- | --------------------------------------- | --------------------------------------- | --------------------------------------- | --------------------------------------- | --------------------------------------- | --------------------------------------- | ------------------------------------------------------------------ |
| 6                                       | Olafs Aploks                            | T                                       | 187 cm                                  | 93 kg                                   | 1995. december 16. (21 évesen)          | HK Zemgale                              | University of Latvia                                               |
| 16                                      | Krists Apsītis                          | V                                       | 191 cm                                  | 91 kg                                   | 1994. február 8. (22 évesen)            | HK Prizma                               | Information Systems Management Institute                           |
| 25                                      | Ints Bikars                             | K                                       | 188 cm                                  | 90 kg                                   | 1992. január 30. (24 évesen)            | HK Zemgale                              | Latvia University of Agriculture                                   |
| 5                                       | Jānis Bullitis C***                     | V                                       | 193 cm                                  | 94 kg                                   | 1990. június 12. (26 évesen)            | HK MOGO                                 | Latvian Academy of Sport Education                                 |
| 15                                      | Māris Diļevka                           | T                                       | 181 cm                                  | 80 kg                                   | 1992. március 3. (24 évesen)            | HK Liepāja                              | Latvian Academy of Sport Education                                 |
| 13                                      | Valters Freijs                          | T                                       | 180 cm                                  | 93 kg                                   | 1994. december 4. (22 évesen)           | HK Liepāja                              | Liepaja University                                                 |
| 18                                      | Sandis Grīnbergs                        | T                                       | 173 cm                                  | 81 kg                                   | 1995. december 25. (21 évesen)          | HK Prizma                               | Latvian Academy of Sport Education                                 |
| 7                                       | Eduards Hugo Jansons                    | V                                       | 188 cm                                  | 85 kg                                   | 1997. szeptember 7. (19 évesen)         | HK Zemgale                              | Latvia University of Agriculture                                   |
| 9                                       | Davids Kalvans                          | T                                       | 191 cm                                  | 85 kg                                   | 1994. december 11. (22 évesen)          | Pārdaugava Rīga                         | Latvian Academy of Sport Education                                 |
| 10                                      | Edgars Kamoliņš                         | V                                       | 182 cm                                  | 87 kg                                   | 1993. december 17. (23 évesen)          | HS Rīga                                 | Latvian Academy of Sport Education                                 |
| 24                                      | Ilja Makarovs                           | V                                       | 190 cm                                  | 95 kg                                   | 1994. január 5. (23 évesen)             | HK Liepāja                              | Liepaja University                                                 |
| 22                                      | Martins Mezulis                         | V                                       | 188 cm                                  | 84 kg                                   | 1992. július 30. (24 évesen)            | HK Zemgale                              | Latvian Academy of Sport Education                                 |
| 8                                       | Kristaps Millers                        | T                                       | 194 cm                                  | 93 kg                                   | 1994. március 6. (22 évesen)            | HK Zemgale                              | Latvia University of Agriculture                                   |
| 21                                      | Vjaceslavs Minajevs                     | V                                       | 177 cm                                  | 75 kg                                   | 1996. február 20. (20 évesen)           | HK Liepāja                              | Latvian Academy of Sport Education                                 |
| 11                                      | Romans Nekludovs                        | T                                       | 186 cm                                  | 80 kg                                   | 1995. március 31. (21 évesen)           | HK Zemgale                              | Latvian Academy of Sport Education                                 |
| 17                                      | Artjoms Ogorodņikovs                    | T                                       | 178 cm                                  | 89 kg                                   | 1989. december 27. (27 évesen)          | HK Zemgale                              | Latvian Academy of Sport Education                                 |
| 20                                      | Reinis Petkus                           | K                                       | 182 cm                                  | 74 kg                                   | 1995. július 3. (21 évesen)             | HK Zemgale                              | Riga Technical University                                          |
| 4                                       | Rinalds Rosinskis                       | V                                       | 196 cm                                  | 98 kg                                   | 1994. augusztus 14. (22 évesen)         | HK Zemgale                              | Riga International School of Economics and Business Administration |
| 14                                      | Oļegs Šišļaņņikovs                      | T                                       | 178 cm                                  | 80 kg                                   | 1996. szeptember 18. (20 évesen)        | HS Rīga                                 | Riga International School of Economics and Business Administration |
| 23                                      | Toms Taurins                            | T                                       | 178 cm                                  | 80 kg                                   | 1995. május 15. (21 évesen)             | HK Zemgale                              | Latvian Academy of Sport Education                                 |
| 12                                      | Juris Ziemiņš                           | T                                       | 181 cm                                  | 86 kg                                   | 1993. szeptember 15. (23 évesen)        | HK MOGO                                 | Latvian Academy of Sport Education                                 |
| 19                                      | Sandis Zolmanis                         | T                                       | 183 cm                                  | 85 kg                                   | 1994. augusztus 20. (22 évesen)         | HK Kurbads                              | Latvian Academy of Sport Education                                 |
| Vezetőedző: Bikars Gints                | Vezetőedző: Bikars Gints                | Vezetőedző: Bikars Gints                | Vezetőedző: Bikars Gints                | Vezetőedző: Bikars Gints                | 1964. szeptember 13. (52 évesen)        | 1964. szeptember 13. (52 évesen)        | 1964. szeptember 13. (52 évesen)                                   |

_____
* Posztok rövidítései: K – Kapus, V – Védő, T – Támadó
** Kor: 2017. január 29-i kora
*** C: csapatkapitány

## Snowboard
Parallel giant slalom
| Versenyző      | Versenyszám | Selejtező | Selejtező | Nyolcaddöntő      | Negyeddöntő       | Elődöntő          | Döntő             | Helyezés |
| Versenyző      | Versenyszám | Idő       | Hely.     | Ellenfél Eredmény | Ellenfél Eredmény | Ellenfél Eredmény | Ellenfél Eredmény | Helyezés |
| -------------- | ----------- | --------- | --------- | ----------------- | ----------------- | ----------------- | ----------------- | -------- |
| Elīna Zvaigzne | Női         | 1:24,13   | 28.       | kiesett           | kiesett           | kiesett           | kiesett           | 28.      |

Parallel slalom
| Versenyző      | Versenyszám | Selejtező | Selejtező | Nyolcaddöntő      | Negyeddöntő       | Elődöntő          | Döntő             | Helyezés |
| Versenyző      | Versenyszám | Idő       | Hely.     | Ellenfél Eredmény | Ellenfél Eredmény | Ellenfél Eredmény | Ellenfél Eredmény | Helyezés |
| -------------- | ----------- | --------- | --------- | ----------------- | ----------------- | ----------------- | ----------------- | -------- |
| Elīna Zvaigzne | Női         | 1:32,56   | 25.       | kiesett           | kiesett           | kiesett           | kiesett           | 25.      |

Versenyző adatai:
| Név            | Születési idő      | Kora  | Egyesület | Felsőoktatási tanintézet |
| Elīna Zvaigzne | 1997. november 20. | 19 év |           | University of Latvia     |

### Eredmények
Csoportkör
C csoport
| Nemzet            | M | Gy | HGy | HV | V | G+ | G- | Gk  | P |
| ----------------- | - | -- | --- | -- | - | -- | -- | --- | - |
| Oroszország (RUS) | 3 | 3  | 0   | 0  | 0 | 35 | 1  | +34 | 9 |
| Lettország (LAT)  | 3 | 1  | 1   | 0  | 1 | 11 | 12 | -1  | 5 |
| Japán (JPN)       | 3 | 1  | 0   | 1  | 1 | 8  | 20 | -12 | 4 |
| Dél-Korea (KOR)   | 3 | 0  | 0   | 0  | 3 | 4  | 25 | -21 | 0 |

| 2017. január 28. 16:00 | Japán | 3–4 (2–1, 0–2, 2–0, 0–1) | Lettország | Halyk Arena, Almati Nézőszám: 1580 |

| Jegyzőkönyv | Jegyzőkönyv  | Jegyzőkönyv       | Jegyzőkönyv   | Jegyzőkönyv                                                                                 |
| --- | ------------ | ----------------- | ------------- | ------------------------------------------------------------------------------------------- |
| | Furukava Sun | Kapusok           | Reinis Petkus | Játékvezetők: Stefan Hogarth Christian Bo Persson Vonalbírók: Tomáš Regec Vladimir Yefremov |
| \| Hitoszato – 00:29 \| 1–0 \| \| \| Szuzuki – 08:13 \| 2–0 \| \| \| \| 2–1 \| 18:34 – Aploks \| \| \| 2–2 \| 29:39 – Apsītis \| \| \| 2–3 \| 32:39 – Grīnbergs \| \| Degucsi – 54:40 \| 3–3 \| \| \| \| 3–4 \| 60:18 – Mezulis \| |              |                   |               | Játékvezetők: Stefan Hogarth Christian Bo Persson Vonalbírók: Tomáš Regec Vladimir Yefremov |
| 16 perc | Büntetések   | 22 perc           |               | Játékvezetők: Stefan Hogarth Christian Bo Persson Vonalbírók: Tomáš Regec Vladimir Yefremov |
| 28 | Lövések      | 40                |               | Játékvezetők: Stefan Hogarth Christian Bo Persson Vonalbírók: Tomáš Regec Vladimir Yefremov |
| Hitoszato – 00:29 | 1–0          |                   |               | Játékvezetők: Stefan Hogarth Christian Bo Persson Vonalbírók: Tomáš Regec Vladimir Yefremov |
| Szuzuki – 08:13 | 2–0          |                   |               | Játékvezetők: Stefan Hogarth Christian Bo Persson Vonalbírók: Tomáš Regec Vladimir Yefremov |
| | 2–1          | 18:34 – Aploks    |               | Játékvezetők: Stefan Hogarth Christian Bo Persson Vonalbírók: Tomáš Regec Vladimir Yefremov |
| | 2–2          | 29:39 – Apsītis   |               |                                                                                             |
| | 2–3          | 32:39 – Grīnbergs |               |                                                                                             |
| Degucsi – 54:40 | 3–3          |                   |               |                                                                                             |
| | 3–4          | 60:18 – Mezulis   |               |                                                                                             |

| 2017. február 1. 12:30 | Oroszország | 7–1 (2–0, 1–1, 4–0) | Lettország | Halyk Arena, Almati Nézőszám: 1700 |

| Jegyzőkönyv | Jegyzőkönyv    | Jegyzőkönyv    | Jegyzőkönyv   | Jegyzőkönyv                                                                             |
| --- | -------------- | -------------- | ------------- | --------------------------------------------------------------------------------------- |
| | Ilja Andrjuhov | Kapusok        | Reinis Petkus | Játékvezetők: Back Holm Michael Tscherrig Vonalbírók: Mike Harrington Vladimir Yefremov |
| \| 1:37 – Kudinov \| 1–0 \| \| \| 4:46 – Alekszejev \| 2–0 \| \| \| \| 2–1 \| 28:36 – Aploks \| \| 31:33 – Szirotkin \| 3–1 \| \| \| 43:05 – Szirotkin \| 4–1 \| \| \| 43:54 – Oszipov \| 5–1 \| \| \| 57:41 – Taraszov \| 6–1 \| \| \| 59:16 – Ilin \| 7–1 \| \| |                |                |               | Játékvezetők: Back Holm Michael Tscherrig Vonalbírók: Mike Harrington Vladimir Yefremov |
| 18 perc | Büntetések     | 12 perc        |               | Játékvezetők: Back Holm Michael Tscherrig Vonalbírók: Mike Harrington Vladimir Yefremov |
| 47 | Lövések        | 24             |               | Játékvezetők: Back Holm Michael Tscherrig Vonalbírók: Mike Harrington Vladimir Yefremov |
| 1:37 – Kudinov | 1–0            |                |               | Játékvezetők: Back Holm Michael Tscherrig Vonalbírók: Mike Harrington Vladimir Yefremov |
| 4:46 – Alekszejev | 2–0            |                |               | Játékvezetők: Back Holm Michael Tscherrig Vonalbírók: Mike Harrington Vladimir Yefremov |
| | 2–1            | 28:36 – Aploks |               | Játékvezetők: Back Holm Michael Tscherrig Vonalbírók: Mike Harrington Vladimir Yefremov |
| 31:33 – Szirotkin | 3–1            |                |               |                                                                                         |
| 43:05 – Szirotkin | 4–1            |                |               |                                                                                         |
| 43:54 – Oszipov | 5–1            |                |               |                                                                                         |
| 57:41 – Taraszov | 6–1            |                |               |                                                                                         |
| 59:16 – Ilin | 7–1            |                |               |                                                                                         |

| 2017. február 2. 16:00 | Lettország | 6–2 (4–0, 1–2, 1–0) | Dél-Korea | Halyk Arena, Almati Nézőszám: 1940 |

| Jegyzőkönyv | Jegyzőkönyv   | Jegyzőkönyv   | Jegyzőkönyv              | Jegyzőkönyv                                                                                    |
| --- | ------------- | ------------- | ------------------------ | ---------------------------------------------------------------------------------------------- |
| | Reinis Petkus | Kapusok       | Lee Hanback Lee Changhun | Játékvezetők: Lucas Wilcox Martin Vladimír Snášel Vonalbírók: Mike Harrington Nyikita Viljugin |
| \| 5:58 – Ziemiņš \| 1–0 \| \| \| 10:49 – Rosinskis \| 2–0 \| \| \| 14:32 – Šišļaņņikovs \| 3–0 \| \| \| 18:48 – Ziemiņš \| 4–0 \| \| \| \| 4–1 \| 26:11 – Kim \| \| 28:15 – Šišļaņņikovs \| 5–1 \| \| \| \| 5–2 \| 35:32 – Hwang \| \| 52:08 – Bullitis \| 6–2 \| \| |               |               |                          | Játékvezetők: Lucas Wilcox Martin Vladimír Snášel Vonalbírók: Mike Harrington Nyikita Viljugin |
| 14 perc | Büntetések    | 10 perc       |                          | Játékvezetők: Lucas Wilcox Martin Vladimír Snášel Vonalbírók: Mike Harrington Nyikita Viljugin |
| 46 | Lövések       | 16            |                          | Játékvezetők: Lucas Wilcox Martin Vladimír Snášel Vonalbírók: Mike Harrington Nyikita Viljugin |
| 5:58 – Ziemiņš | 1–0           |               |                          | Játékvezetők: Lucas Wilcox Martin Vladimír Snášel Vonalbírók: Mike Harrington Nyikita Viljugin |
| 10:49 – Rosinskis | 2–0           |               |                          | Játékvezetők: Lucas Wilcox Martin Vladimír Snášel Vonalbírók: Mike Harrington Nyikita Viljugin |
| 14:32 – Šišļaņņikovs | 3–0           |               |                          | Játékvezetők: Lucas Wilcox Martin Vladimír Snášel Vonalbírók: Mike Harrington Nyikita Viljugin |
| 18:48 – Ziemiņš | 4–0           |               |                          |                                                                                                |
| | 4–1           | 26:11 – Kim   |                          |                                                                                                |
| 28:15 – Šišļaņņikovs | 5–1           |               |                          |                                                                                                |
| | 5–2           | 35:32 – Hwang |                          |                                                                                                |
| 52:08 – Bullitis | 6–2           |               |                          |                                                                                                |

Negyeddöntő
| 2017. február 4. 19:30 | Kanada | 5–2 (2–0, 1–2, 2–0) | Lettország | Halyk Arena, Almati Nézőszám: 2867 |

| Jegyzőkönyv | Jegyzőkönyv  | Jegyzőkönyv          | Jegyzőkönyv | Jegyzőkönyv |
| --- | ------------ | -------------------- | ----------- | --- |
| | Kevin Bailie | Kapusok              | Ints Bikars | Játékvezetők: Christian Bo Persson Alexey Roshchyn Nikitin Vonalbírók: Patrick Ian Richardson Vladimir Yefremov |
| \| Morin – 07:29 \| 1–0 \| \| \| Durocher – 18:29 \| 2–0 \| \| \| \| 2–1 \| 30:12 – Šišļaņņikovs \| \| \| 2–2 \| 38:52 – Aploks \| \| McNamee – 39:51 \| 3–2 \| \| \| Doggett – 49:59 \| 4–2 \| \| \| McNamee – 57:13 \| 5–2 \| \| |              |                      |             | Játékvezetők: Christian Bo Persson Alexey Roshchyn Nikitin Vonalbírók: Patrick Ian Richardson Vladimir Yefremov |
| 38 perc | Büntetések   | 23 perc              |             | Játékvezetők: Christian Bo Persson Alexey Roshchyn Nikitin Vonalbírók: Patrick Ian Richardson Vladimir Yefremov |
| 14 | Lövések      | 10                   |             | Játékvezetők: Christian Bo Persson Alexey Roshchyn Nikitin Vonalbírók: Patrick Ian Richardson Vladimir Yefremov |
| Morin – 07:29 | 1–0          |                      |             | Játékvezetők: Christian Bo Persson Alexey Roshchyn Nikitin Vonalbírók: Patrick Ian Richardson Vladimir Yefremov |
| Durocher – 18:29 | 2–0          |                      |             | Játékvezetők: Christian Bo Persson Alexey Roshchyn Nikitin Vonalbírók: Patrick Ian Richardson Vladimir Yefremov |
| | 2–1          | 30:12 – Šišļaņņikovs |             | Játékvezetők: Christian Bo Persson Alexey Roshchyn Nikitin Vonalbírók: Patrick Ian Richardson Vladimir Yefremov |
| | 2–2          | 38:52 – Aploks       |             | |
| McNamee – 39:51 | 3–2          |                      |             | |
| Doggett – 49:59 | 4–2          |                      |             | |
| McNamee – 57:13 | 5–2          |                      |             | |

Elődöntő
| 2017. február 6. 19:30 | Lettország | 7–3 (3–0, 3–1, 1–2) | Japán | Halyk Arena, Almati Nézőszám: 2253 |

| Jegyzőkönyv | Jegyzőkönyv   | Jegyzőkönyv        | Jegyzőkönyv                | Jegyzőkönyv                                                                                              |
| --- | ------------- | ------------------ | -------------------------- | --- |
| | Reinis Petkus | Kapusok            | Furukava Sun Kaneko Sotaro | Játékvezetők: Alexey Roshchyn Nikitin Michael Tscherrig Vonalbírók: David Juha Laksola Christopher Wells |
| \| 1:21 – Freijs \| 1–0 \| \| \| 3:49 – Freijs \| 2–0 \| \| \| 14:57 – Ziemiņš \| 3–0 \| \| \| 21:12 – Diļevka \| 4–0 \| \| \| 25:53 – Freijs \| 5–0 \| \| \| \| 5–1 \| 30:58 – Kavamura \| \| 37:42 – Nekludovs \| 6–1 \| \| \| \| 6–2 \| 40:43 – Macumoto \| \| 47:48 – Jansons \| 7–2 \| \| \| \| 7–3 \| 57:08 – Kacuragava \| |               |                    |                            | Játékvezetők: Alexey Roshchyn Nikitin Michael Tscherrig Vonalbírók: David Juha Laksola Christopher Wells |
| 14 perc | Büntetések    | 12 perc            |                            | Játékvezetők: Alexey Roshchyn Nikitin Michael Tscherrig Vonalbírók: David Juha Laksola Christopher Wells |
| 35 | Lövések       | 25                 |                            | Játékvezetők: Alexey Roshchyn Nikitin Michael Tscherrig Vonalbírók: David Juha Laksola Christopher Wells |
| 1:21 – Freijs | 1–0           |                    |                            | Játékvezetők: Alexey Roshchyn Nikitin Michael Tscherrig Vonalbírók: David Juha Laksola Christopher Wells |
| 3:49 – Freijs | 2–0           |                    |                            | Játékvezetők: Alexey Roshchyn Nikitin Michael Tscherrig Vonalbírók: David Juha Laksola Christopher Wells |
| 14:57 – Ziemiņš | 3–0           |                    |                            | Játékvezetők: Alexey Roshchyn Nikitin Michael Tscherrig Vonalbírók: David Juha Laksola Christopher Wells |
| 21:12 – Diļevka | 4–0           |                    |                            | |
| 25:53 – Freijs | 5–0           |                    |                            | |
| | 5–1           | 30:58 – Kavamura   |                            | |
| 37:42 – Nekludovs | 6–1           |                    |                            | |
| | 6–2           | 40:43 – Macumoto   |                            | |
| 47:48 – Jansons | 7–2           |                    |                            | |
| | 7–3           | 57:08 – Kacuragava |                            | |

Döntő
| 2017. február 7. 12:30 | Szlovákia | 5–4 (1–2, 2–1, 2–1) | Lettország | Halyk Arena, Almati Nézőszám: 2593 |

| Jegyzőkönyv | Jegyzőkönyv              | Jegyzőkönyv          | Jegyzőkönyv               | Jegyzőkönyv                                                                                      |
| --- | ------------------------ | -------------------- | ------------------------- | ------------------------------------------------------------------------------------------------ |
| | Peter Putec Samuel Košút | Kapusok              | Ints Bikars Reinis Petkus | Játékvezetők: Stefan Hogarth Christian Bo Persson Vonalbírók: Nyikita Viljugin Christopher Wells |
| \| \| 0–1 \| 4:10 – Freijs \| \| \| 0–2 \| 7:55 – Millers \| \| 19:03 – Hluch \| 1–2 \| \| \| \| 1–3 \| 24:46 – Šišļaņņikovs \| \| 38:10 – Piačka \| 2–3 \| \| \| 38:46 – Sucharda \| 3–3 \| \| \| 48:54 – Bustin \| 4–3 \| \| \| 50:15 – Piačka \| 5–3 \| \| \| \| 5–4 \| 54:03 – Millers \| |                          |                      |                           | Játékvezetők: Stefan Hogarth Christian Bo Persson Vonalbírók: Nyikita Viljugin Christopher Wells |
| 16 perc | Büntetések               | 14 perc              |                           | Játékvezetők: Stefan Hogarth Christian Bo Persson Vonalbírók: Nyikita Viljugin Christopher Wells |
| 28 | Lövések                  | 29                   |                           | Játékvezetők: Stefan Hogarth Christian Bo Persson Vonalbírók: Nyikita Viljugin Christopher Wells |
| | 0–1                      | 4:10 – Freijs        |                           | Játékvezetők: Stefan Hogarth Christian Bo Persson Vonalbírók: Nyikita Viljugin Christopher Wells |
| | 0–2                      | 7:55 – Millers       |                           | Játékvezetők: Stefan Hogarth Christian Bo Persson Vonalbírók: Nyikita Viljugin Christopher Wells |
| 19:03 – Hluch | 1–2                      |                      |                           | Játékvezetők: Stefan Hogarth Christian Bo Persson Vonalbírók: Nyikita Viljugin Christopher Wells |
| | 1–3                      | 24:46 – Šišļaņņikovs |                           |                                                                                                  |
| 38:10 – Piačka | 2–3                      |                      |                           |                                                                                                  |
| 38:46 – Sucharda | 3–3                      |                      |                           |                                                                                                  |
| 48:54 – Bustin | 4–3                      |                      |                           |                                                                                                  |
| 50:15 – Piačka | 5–3                      |                      |                           |                                                                                                  |
| | 5–4                      | 54:03 – Millers      |                           |                                                                                                  |

| Csapat     | Helyezés |
| ---------- | -------- |
| Lettország | 6.       |